# مارات جانولیان
مارات گغامی جانولیان (ارمنی: Մարատ Գեղամի Ջանվելյան؛  زادهٔ ۱۸ ژوئن ۱۹۴۸ - درگذشته ۲۶ مارس ۲۰۱۷) دام‌پزشک اهل ارمنستان بود.

## زندگی‌نامه
وی در ۱۸ ژوئن ۱۹۴۸ در کوتی به دنیا آمد و از انستیتو دام‌پروری و دام‌پزشکی ایروان (۱۹۷۹) فارغ‌التحصیل گشت. همچنین برندهٔ جوایزی همچون نشان آنانیا شیراکاتسی () شده است. وی در ۲۶ مارس ۲۰۱۷ در سن ۶۸ سالگی درگذشت.